# Eutyporhachis
Eutyporhachis är ett släkte av mångfotingar. Eutyporhachis ingår i familjen Chelodesmidae.
Kladogram enligt Catalogue of Life:
| Eutyporhachis | \| \| Eutyporhachis rafaelanus \| \| \| \| \| \| Eutyporhachis tesselatus \| \| \| \| \| \| Eutyporhachis tessellata \| \| \| \| |
|               | \| \| Eutyporhachis rafaelanus \| \| \| \| \| \| Eutyporhachis tesselatus \| \| \| \| \| \| Eutyporhachis tessellata \| \| \| \| |
|               | Eutyporhachis rafaelanus |
|               | |
|               | Eutyporhachis tesselatus |
|               | |
|               | Eutyporhachis tessellata |
|               | |